# Glycaspis mellialata
Glycaspis mellialata är en insektsart som beskrevs av Moore 1961. Glycaspis mellialata ingår i släktet Glycaspis och familjen rundbladloppor. Inga underarter finns listade i Catalogue of Life.